# Fan service

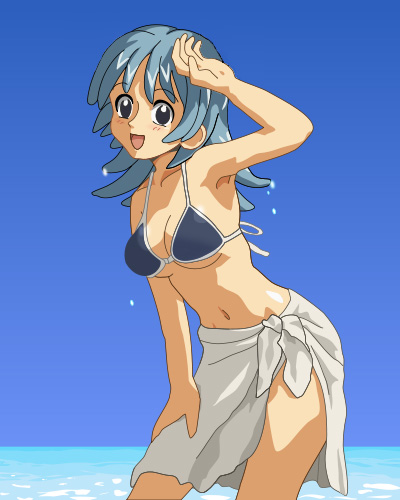
Đồ bơi thường được xem là một "fan service" điển hình. Hình trên là Wikipe-tan khi trưởng thành đang mặc bikini như một ví dụ.

Fan service (ファンサービス fan sābisu), fanservice hay service cut (サービスカット sābisu katto), là một thuật ngữ khởi nguồn từ cộng đồng người hâm mộ anime và manga về những cảnh hay nội dung được cố ý thêm vào một tác phẩm nhằm làm hài lòng khán giả hay độc giả. Nó có thể dịch thô là "phục vụ cho fan" - tặng fan "chính xác thứ họ muốn". Fan service thường ngụ ý đến các nội dung "kích thích cho không", nhưng cũng có thể đang nói về một ngữ cảnh liên văn bản nhắm đến các xê-ri khác.

## Hình thức
Các cảnh quay đủ dài và toàn diện về robot trong các chương trình mecha, yếu tố tình dục, cảnh chiến đấu kịch tích, và nội dung bạo lực đều có thể xem là fan service khi chúng được ưu tiên đặc biệt nhằm làm hài lòng người hâm mộ của bất kỳ chương trình nào. Bình luận viên Christian McCrea cảm nhận rằng hãng phim Gainax đặc biệt chú trọng đến sự hài lòng của otaku thông qua fan service bằng cách thêm nhiều "siêu-nguồn liệu" và cho chiếu các "hành vi bạo lực và phi thường".
Điển hình nhất, nhưng không chỉ như vậy, rất nhiều fan service trong anime hay manga cố ý gây thu hút qua các nội dung gợi lên tính dục, hay các nội dung khiêu dâm, chẳng hạn như cảnh khỏa thân hay các hình thức làm bỏng mắt (ví dụ: trang phục hầu gái khêu gợi). Fan service đặc biệt xuất hiện nhiều trong shonen manga (dành cho nam giới). Trong shonen manga, những hình ảnh nữ theo phong cách pin-up girl rất phổ biến "qua nhiều dạng cởi [thiếu] quần áo khác nhau", thường là tận dụng hệ quả từ "cú va chạm vô ý" để trưng ra hình ảnh nhân vật nữ, hay một sự "nhìn thoáng qua quần lót nhân vật" từ dưới lên. Càng nhắm vào đối tượng lớn tuổi thì fan service càng được thể hiện rõ ràng hơn, nhất là ở seinen manga. Bộ ngực nữ giới nảy qua lại mà không có sự tác động vật lý, thường được gọi bằng thuật ngữ "Gainax bounce", là một ví dụ cao hơn cho fan service, làm tăng tính ecchi của tác phẩm. "Bounce" cũng được nhiều hãng phim khác ngoài Gainax tận dụng, bao gồm việc tạo ra xê-ri hentai Cream Lemon. Các cảnh tắm vòi hoa sen rất phổ biến trong phim ảnh và anime những năm 1980 và 1990, trong khi ngày càng nhiều chương trình gần đây sử dụng cơ hội đi tắm onsen (suối nước nóng Nhật Bản) hay các chuyến đi đến những nơi ẩm ướt (trong nhiều trường hợp là hồ bơi) để trình diện các nhân vật trong đồ bơi. Có một số hình thức fan service đặc biệt cao như cho thấy rõ núm vú hay đường nét của âm hộ bên dưới quần lót, hay thậm chí là bên dưới quần short hay vải jeans, dù chúng thường được phóng to hơn so với kích thước thật. Các tác phẩm nhằm vào nam giới cũng có thể bao gồm fan service dành cho nữ giới, như một nỗ lực để thu hút nhiều đối tượng hơn. Gần đây, thuật ngữ "fan service" được sử dụng một cách "mềm mại" hơn khi giới thiệu nhân vật trong một cảnh pin-up (cảnh gồm một hình minh họa bắt đầu một chương và/hoặc tập phim mới) mặc các trang phục khác nhau mỗi lần xuất hiện, được vẽ ở các tư thế và phong cách khác nhau, hoặc đơn giản là chớp mắt hay quyến rũ trực tiếp người xem.
Nhà phân tích Keith Russell chỉ ra định nghĩa của fan service là "hiển thị ngẫu nhiên và tình cờ của một tác phẩm với các cử chỉ thường có thể đoán biết được trong Manga và Anime. Các cử chỉ bao gồm những việc như là làm lộ đùi và quần lót, dang hai chân ra hay một cái nhìn thoáng qua bộ ngực trần". Russell coi fan service như là mỹ học của "cái nhìn" thoáng qua, mà trái ngược với nhìn chằm chằm, bởi vì nó như một sự vô thức và cho phép mở ra "bản năng tính dục" mà không cần rơi vào tình huống khó xử. Russell tin rằng đối tượng fan service có thể yên tâm về bản chất phi thực đó và được khẳng định là sự "tự do khao khát".
Shoujo manga, nhắm vào nữ giới, cũng bao gồm fan service, chẳng hạn như thể hiên nhân vật nam "bán khỏa thân và trong tư thế quyến rũ". Nhà phân tích Robin Brenner lưu ý rằng trong văn hóa truyện tranh Mỹ, fan service dành cho nữ là rất hiếm, và cũng chỉ có ở Nhật Bản, nhiều tác phẩm có thể nổi tiếng nhờ nội dung fan service của chúng. Nhà phê bình Chris Beveridge diễn giải điều này trong Agent Aika: "Có tình tiết nào đó bên trong, nhưng đó không phải là lý do để bạn xem... chúng ta xem cái này vì lượng fanservice chiếm áp đảo." Ở thể loại đồng tính nam, chẳng hạn như nụ hôn do tai nạn, là một hình thức fan service phổ biến dành cho nữ giới, và nó được miêu tả là "dễ dàng hơn để có thể tồn tại" so với trường hợp kiểm duyệt với fan service dành cho nam giới. "Trong thể loại Boys Love (Yaoi), fan service là "hình hay cảnh" trong tác phẩm mà "đặc tả nhân vật một cách kinh điển trong nội dung đồng hội / gợi dục". Các xê-ri shoujo manga có thể bộc tộ tính dục dẫn đến sự tán dương, cũng như ở fan service nhắm đến đối tượng là nam giới.
Brenner lưu ý rằng fan service có thể gây khó chịu với các độc giả trẻ, như trong trường hợp nam đọc shoujo manga còn nữ đọc shounen manga, và fan service nói chung là bị chỉ trích khi nó chỉ gây ra cho một nhân vật nữ. Cô nói về Tenjo Tenge như một ví dụ cho tác phẩm dùng sai fan service.
Tham khảo liên văn bản được dự trù để có thể quan sát và hiểu được người hâm mộ, như một cách để những tác giả ghi nhận và hứa hẹn nhiều yếu tố fan service hơn cho các fan-base (fan ăn theo). Fan service liên văn bản hiện cũng được đưa vào các sản phẩm truyền thông nhắm vào trẻ em; nó có thể được thấy qua cảnh hôn ngược trong Shrek, bắt nguồn từ cảnh hôn ngược trong Người Nhện.

## Lịch sử
Keith Russell tin rằng ban đầu fan service diễn ra trong một ngữ cảnh giản đơn, khi "những đứa bé chỉ làm những trò trẻ con", mà ông tin rằng tác giả cho phép một số quyền hạn liên quan đến vấn đề của họ. Bắt đầu từ những năm 1970 với Cutey Honey, và tiếp tục sau đó trong các chương trình mahō shōjo (ma pháp thiếu nữ), fan service trở nên risqué (khiếm nhã) hơn. Đến những năm 1980, khỏa thân hoàn toàn trực diện và các cảnh tắm vòi hoa sen đã trở thành nội dung tiêu chuẩn cho fan service. Sau này, Anno Hideaki, nhà sản xuất của Neon Genesis Evangelion từng hứa rằng "ở mỗi tập phim... sẽ có một cái gì đó cho người hâm mộ để ngọt vị hơn" bắt đầu loại bỏ các cảnh fan service trong những tập phim sau. Những tập phim sau đó đã chứa các thành phần fan service kèm theo phân cảnh mà các nhân vật đang chịu một số loại chấn thương cảm xúc. Kể từ đó, fan service hiếm khi có cảnh khoả thân hoàn toàn. Các nội dung nhiều quá mức ngày nay thường được coi là vô cớ dù cho có sự biện minh về tính liên quan của chúng đến câu chuyện hay không.

## Trong bản dịch
Khi anime và manga được dịch sang tiếng Anh bởi các công ty Hoa Kỳ, tác phẩm gốc thường được chỉnh sửa để loại bỏ một số fan service, làm cho nó phù hợp hơn với người xem Mỹ. Tatsugawa Mike giải thích sự thay đổi này là kết quả của sự khác biệt giữa các giá trị văn hóa của Nhật Bản và Mỹ. Trong thực tế, một số anime dường như có nhiều fan service hơn một chút so với doanh số bán của chúng. Một số người tin rằng sự phổ biến của fan service cho thấy sự thiếu đứng đắn của cộng đồng fan; một biên tập viên của Del Rey Manga nói đùa rằng manga Negima!, có chứa fan service, nên được phân hạng là cho "độc gia 16+ chưa trưởng thành" hơn là cho "độc giả 16+ trưởng thành".